# 拉斯罗普 (加利福尼亚州)
拉斯罗普（英語：Lathrop），是美国加利福尼亚州圣华金县下属的一座城市。建市于1989年7月1日，面积大约为21.93平方英里（56.8平方公里）。根据2010年美国人口普查，该市有人口18,023人。